# Serinus menachensis
Serinus menachensis Oman, Ả Rập Xê Út, và Yemen.

## Hình ảnh

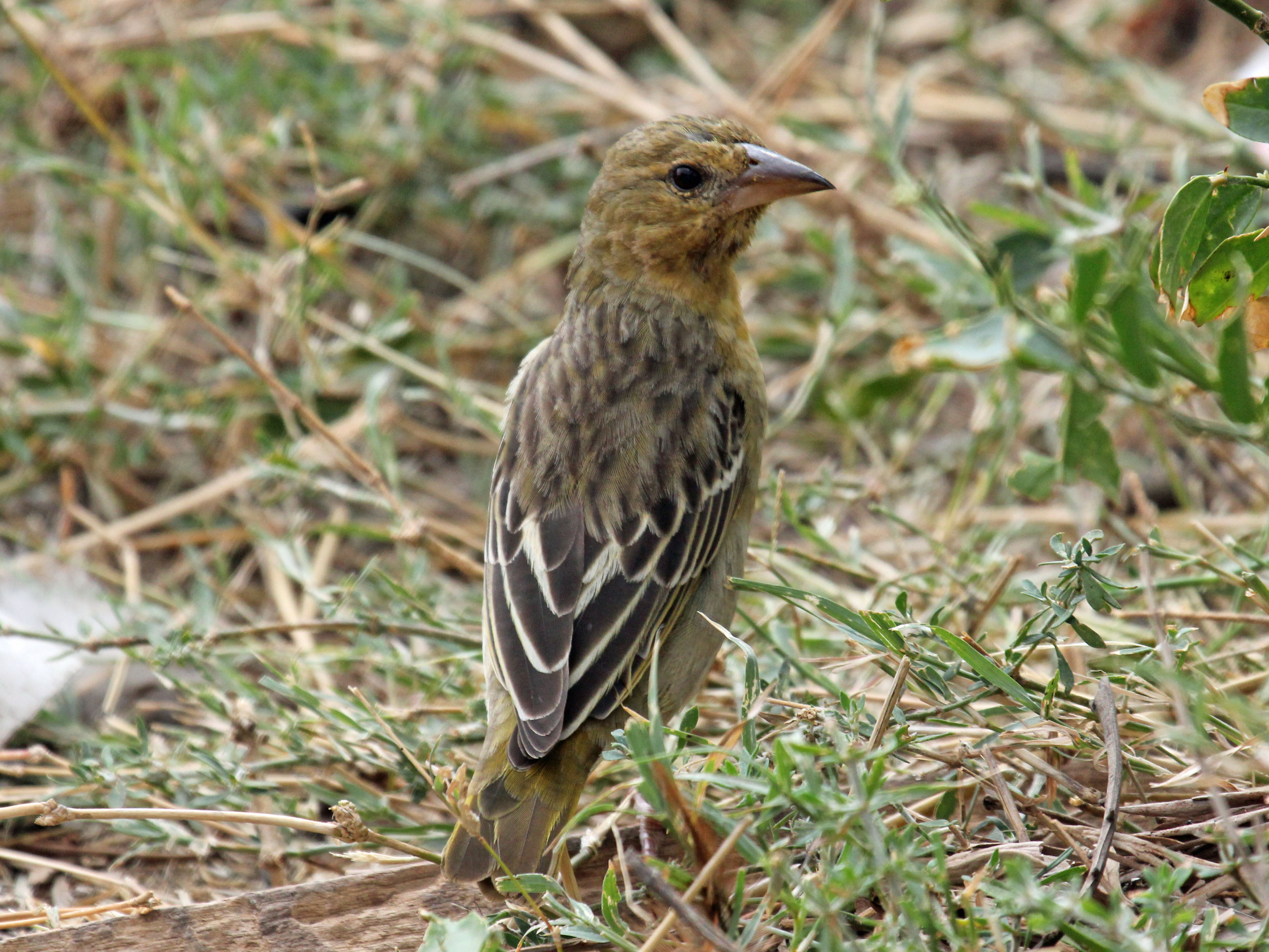